# 横山芽生
横山 芽生（よこやま めい、2009年5月10日 - ）は、日本の子役。ヒラタオフィス所属。身長146cm。血液型はA型。

## 出演作品

### 映画
- 星ガ丘ワンダーランド（2015年、ファントム・フィルム） - 美優 役
- ラストコップ THE MOVIE（2017年、松竹） - 彩名 役
- 鋼の錬金術師（2017年、ワーナー・ブラザース映画） - ニーナ・タッカー 役

### テレビドラマ
- 土曜ワイド劇場 タクシードライバーの推理日誌 第36作（2014年、テレビ朝日） - 夏川みずほ（幼少期） 役
- 恋愛時代（2015年、日本テレビ） - 小笠原彩 役
- エイジハラスメント（2015年、テレビ朝日） - 大沢麻衣子 役
- 連続テレビ小説（NHK）
  - まれ（2015年） - 紺谷歩実 役
  - エール（2020年） - 音の同級生 役
  - らんまん（2023年） - 槙野千鶴 役
- ドラマスペシャル 緊急取調室（2015年、テレビ朝日） - 坂口里奈 役
- ドラマスペシャル 最上の命医2016（2016年、テレビ東京） - 渋沢あかり 役
- 松本清張ドラマスペシャル・地方紙を買う女〜作家・杉本隆治の推理（2016年、テレビ朝日） - 庄田純子 役
- ドクターカー 第2話（2016年、日本テレビ） - 倉田桃果 役
- AKBラブナイト 恋工場 第35話（2016年、テレビ朝日） - 四宮紀子（幼少期） 役
- 夏目漱石の妻（2016年、NHK） - 夏目筆子（幼少期） 役
- THE LAST COP/ラストコップ 第10話（2016年、日本テレビ） - 彩名 役
- 相棒15 前後編スペシャル（2017年、テレビ朝日） - 新堂明里 役

### CM
- すき家 family篇（2014年 - 2016年）
- バンダイ コドなび（2014年 - 2015年）
- 花王 メリット 新生活ママ篇（2015年）
- 西川産業（2015年 - 2016年）

### スチール
- カメラのキタムラ 6代目マリオガール（2016年 - ）

### CD
- Acid Black Cherry Recreation 3（2013年、avex trax）